# Salvi Sánchez
Salvi Sánchez,  właśc. Salvador Sánchez Ponce (ur. 30 marca 1991 w Sanlúcar de Barrameda) – hiszpański piłkarz występujący na pozycji pomocnika w Cádiz CF.